# Бейнкерсхук, Корнелис ван
Корнелис ван Бейнкерсхук (нидерл. Cornelius van Bynkershoek; 29 мая 1673 года, Мидделбург ― 16 апреля 1743 года, Гаага) ― голландский юрист и теоретик права.
Получивл юридическое образование во Франекерском университете. После двух лет учебы начал заниматься юридической практикой.
Внёс значительный вклад в развитие международного права. Изложил свои взгляды в таких работах, как De Dominio Maris Dissertatio (1702); Observationes Juris Romani (1710 г.), продолжение которого в четырех книгах появилось в 1733 г.; трактат De foro legatorum (1721 г.); и Quaestiones Juris Publici (1737 г.). Полные издания его произведений были опубликованы после его смерти; один в фолио в Женеве в 1761 году, а другой в двухтомном фолио в Лейдене в 1766 году. Был президентом Верховного суда Голландской республики ( Hoge Raad van Holland en Zeeland) с 1724 по 1743 год.
Ван Бейнкерсхук сыграл особенно важную роль в развитии морского права. В частности, он развил идею Гуго Гроция о том, что прибрежные государства имеют право на прилегающие воды, а ширина их должна соответствовать способности осуществлять эффективный контроль над ними: эту идею он выразил в своей знаменитой книге De Iure Belli Ac Pacis. Бейнкерсхук обернул идею Гроция в практические понятия, заявив, что такой эффективный контроль должен соответствовать дальности действия оружия прибрежного государства: «terrae potestas finitur ubi finitur armorum vis». Однако вместо него итальянец Фердинанд Галиами рассчитал конкретную дальность стрельбы самой совершенной на то время пушки, которая составила до трёх морских миль. Эта идея стала общепринятой практикой и была известна как «правило выстрела из пушки» и рассматривалось как международно признанная мера ширины территориальных вод.